# Manuel García (zapaśnik)
Manuel García Cardona (ur. 4 października 1976) – portorykański zapaśnik walczący w stylu wolnym w wagach 74–84 kg.
Zajął 20. miejsce na mistrzostwach świata w 1995. Brązowy medalista igrzysk panamerykańskich w 1999 i czterokrotny medalista mistrzostw panamerykańskich (srebro w 1997). Złoto na igrzyskach Ameryki Środkowej i Karaibów w 2002 i brąz w 1998 i 2006 roku.